# سلطان‌علی اوبهی
حافظ سلطان علی اوبهی از دانشمندان و حافظان و خوشنویسان و سادات اواخر سدهٔ نهم هجری بود. همچنین او از مریدان خواجه عبیدالله احرار به‌شمار می رفت و در خانقاه وی در بخارا در سن ۱۰۹ سالگی در گذشت. اوبهی منسوب به «اوبه » از اعمال هرات است. از این رو او را سلطان علی اوبهی هروی نیز نامیده‌اند.
از طرفی اوبهی را از دانشوران، سرایندگان، خوشنویسان و خوانندگان سرشناس سده دهم در دستگاه امیر علیشیر نوایی، وزیر دانشمند سلطان حسین بایقرا ذکر کرده‌اند.
در «مجالس النفائس» در باره او آمده: او از مردم متعین خراسان بود مردی پاکیزه روزگار و صحبت دیده و خوش طبع بود، و خطوط را نیک نویسد اما در لباس و عقد دستار بسیار تکلف میکند.
در تصوف شاگرد خواجه ناصر الدین عیید الله بن محمود بن شهاب الدین سمرقندی مشهور به عبیدالله احرار بود.

## آثار
«تحفةالاحباب » در لغت فارسی و «زبدةالتواریخ ». فرهنگ نورالدین تحفةالاحباب را در ضمن مدارک خود شمرده است . در «مجالس المؤمنین» ذکر او آمده و از زبده ٔ او نقل کند.
این شعر از اوست:
| بیستون را گر کند سیل فنا بنیاد سست |  | کی تواند نقش شیرین از دل فرهاد شست؟ |